# Sungai Lalang
Sungai Lalang is een bestuurslaag in het regentschap Merangin van de provincie Jambi, Indonesië. Sungai Lalang telt 1317 inwoners (volkstelling 2010).